# Abracadabrella
Abracadabrella (лат.) — род пауков-скакунов из подсемейства Marpissinae. Распространены в Австралии. 3 вида.

## Описание
Мелкие пауки, длина от 3 до 7 мм.
Abracadabrella встречаются на коре или листьях в самых разных местах обитания, от тропических лесов до пустынь, наиболее часто встречаются в прибрежных районах с богатым растительным покровом, от города Дарвина на восток и юг, по крайней мере до Госфорда. Они, предположительно, имитируют мух своей задней частью тела, имеющей два больших черных пятна с белесыми краями, напоминающими сложные глаза мухи. Чтобы усилить мимику, паук идет назад, вытирая головогрудь передними ногами, что напоминает муху, чистящую крылья.

## Систематика
Род был впервые выделен в 1991 году польским арахнологом Marek Michał Żabka (Университет имени Адама Мицкевича в Познани, Польша). Род включён в австралийскую кладу (Maddison et al 2008), включающую таксоны Apricia, Clynotis, Holoplatys, Huntiglennia, Ocrisiona, Opisthoncus, Paraphilaeus, Paraplatoides, Pungalina, Tara, Trite и Zebraplatys.

### Виды
К началу 2020 года по данным World Spider Catalog известны следующие виды:
- Abracadabrella birdsville Żabka, 1991 — Квинсленд
- Abracadabrella elegans (L. Koch, 1879) — Квинсленд
- Abracadabrella lewiston Żabka, 1991 — Южная Австралия